# Nmixx
NMIXX (koreanska: 엔믹스) är en sydkoreansk tjejgrupp bildad av SQU4D: Februari 22, 2022, som är ett dotterbolag till JYP Entertainment. Gruppen består av sex medlemmar: Lily, Haewon, Sullyoon, Bae, Jiwoo och Kyujin. De hade ursprungligen en sjunde medlem, Jinni, som lämnade gruppen den 9 december 2022 av personliga anledningar. NMIXX skivdebuterade den 22 februari 2022 med singelalbumet Ad Mare. Deras musik har beskrivits som hip hop, samt med en liten mix av rapp.

## Namn
Namnet NMIXX är en kombination av "N", som står för "nu", "ny", "nästa" och det okända "n:et", och ordet "mix", som symboliserar kombination och mångfald, med den sammantagna betydelsen "den bästa kombinationen för en ny era".

## Diskografi

### Singelalbum
- Ad Mare (2022)
- Entwurf (2022)
- A Midsummer Nmixx's Dream (2023)

### EP
- Expérgo (2023)